# 通橋棋
通橋棋（TwixT），是艾力克斯·蘭多夫於1957年推出的貫棋類遊戲，也可作紙筆遊戲。

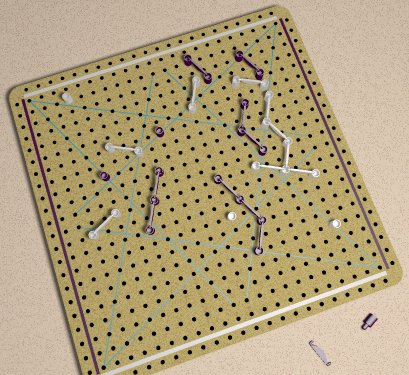
接橋棋

## 棋具
- 棋盤挖有24*24的圓孔，唯獨四角無圓孔。以圓孔作棋位，共572個。
  - 棋盤上下側第一、二路之間劃白線，作為白方邊界。
  - 棋盤左右側第一、二路之間劃黑線，作為黑方邊界。

- 可放入圓孔的釘子作棋子，以黑白兩色區分敵我，數量需符合遊戲需求。

- 長度等於兩格對角線的連接線，數量需符合遊戲需求。

## 規則
- 每方回合須放一个己棋在空棋位，但不能置於敵方边界的第一路。放棋後，將每一對成日字形對角的己棋之間裝上連接線，但不可穿过任何方连接线。

- 勝利目標：先將連接線跨連己方兩邊界[1]。

## 外部連結
- 遊戲介紹
- 線上遊戲 （页面存档备份，存于）